# Pineda ovata
Pineda ovata är en videväxtart som beskrevs av M.H.Alford och Zmarzty. Pineda ovata ingår i släktet Pineda och familjen videväxter. Inga underarter finns listade i Catalogue of Life.